# كيه-فيرباند
كيه-فيرباند (باللغة الإنجليزية «وحدة قتال صغيرة»، مشتقة من Kleinkampfverbände der Kriegsmarine «الوحدات القتالية الصغيرة») وحدة بحرية ألمانية في الحرب العالمية الثانية تدير مزيجًا من الغواصات الصغيرة والقوارب السريعة المتفجرة. تم تشكيلها في أبريل 1944 وتم تشغيلها حتى 26 أبريل 1945.
كانت الغواصات المصغرة تشغل من رجل واحد أو ورجلين. تم تشغيل قوارب لينزن المتفجرة في وحدات من ثلاثة باثنين من القوارب تحمل 660-800 رطل من المتفجرات وثالث مكلف بالتحكم فيها عن بعد أثناء هجومهم النهائي.